# Гипподамии
Гипподамии (лат. Hippodamia) — род божьих коровок из подсемейства Coccinellinae.

## Описание
Есть бедренные линии. На коготках посередине имеется зубец.
Обитают на болотах, питаются тлёй на осоках и злаках.

## Систематика
В составе рода 19 видов:
- Hippodamia americana Crotch, 1873
- Hippodamia apicalis Casey, 1899
- Hippodamia arctica (Schneider, 1792)
- Hippodamia caseyi Johnson, 1910
- Hippodamia expurgata Casey, 1908
- Hippodamia falcigera Crotch, 1873
- Hippodamia glacialis (Fabricius, 1775)
- Hippodamia heydeni (Weise, 1892)
- Hippodamia lunatomaculata Motschulsky, 1845
- Hippodamia moesta LeConte, 1854
- Hippodamia oregonensis Crotch, 1873
- Hippodamia parenthesis (Say, 1824)
- Hippodamia quindecimmaculata Mulsant, 1850
- Hippodamia quinquesignata (Kirby, 1837)
- Hippodamia septemmaculata (De Geer, 1775)
- Hippodamia sinuata Mulsant, 1850
- Hippodamia tredecimpunctata (Linnaeus, 1758) — Коровка тринадцатиточечная
- Hippodamia washingtoni Timberlake, 1939
- Hippodamia variegata (Goeze, 1777) — Коровка изменчивая[3]